# 西爾河
西爾河 Siril，是約翰·羅納德·魯埃爾·托尔金作品中的河流，起源於米涅爾塔馬山山腳，流經努曼諾爾原野，結束於三角洲旁城市寧達墨斯附近。